# Eleições autárquicas portuguesas de 1976 no distrito de Santarém
| Eleições autárquicas portuguesas de 1976 Distritos: Aveiro \| Beja \| Braga \| Bragança \| Castelo Branco \| Coimbra \| Évora \| Faro \| Guarda \| Leiria \| Lisboa \| Portalegre \| Porto \| Santarém \| Setúbal \| Viana do Castelo \| Vila Real \| Viseu \| Açores \| Madeira |

## Resultados por concelho
Os resultados nos concelhos do distrito de Santarém foram os seguintes:

### Abrantes
| Partido                 | Partido                                            | Votos  | %               | Vereadores |
| ----------------------- | -------------------------------------------------- | ------ | --------------- | ---------- |
|                         | Partido Socialista                                 | 8 507  | 41,81 / 100,00  | 4 / 7      |
|                         | Partido Social Democrata                           | 5 328  | 26,19 / 100,00  | 2 / 7      |
|                         | Frente Eleitoral Povo Unido                        | 3 569  | 17,54 / 100,00  | 1 / 7      |
|                         | Grupos Dinamizadores de Unidade Popular            | 968    | 4,76 / 100,00   | 0 / 7      |
|                         | MRPP                                               | 496    | 2,44 / 100,00   | 0 / 7      |
|                         | Partido Comunista de Portugal (marxista-leninista) | 251    | 1,23 / 100,00   | 0 / 7      |
| Votos Inválidos         | Votos Inválidos                                    | 1 226  | 6,03 / 100,00   |            |
| Total                   | Total                                              | 20 345 | 100,00 / 100,00 | 7 / 7      |
| Eleitorado/Participação | Eleitorado/Participação                            | 35 886 | 56,69 / 100,00  |            |

### Alcanena
| Partido                 | Partido                     | Votos | %               | Vereadores |
| ----------------------- | --------------------------- | ----- | --------------- | ---------- |
|                         | Partido Socialista          | 2 442 | 34,20 / 100,00  | 2 / 5      |
|                         | Partido Social Democrata    | 1 798 | 25,18 / 100,00  | 1 / 5      |
|                         | Frente Eleitoral Povo Unido | 1 418 | 19,86 / 100,00  | 1 / 5      |
|                         | Centro Democrático Social   | 1 239 | 17,35 / 100,00  | 1 / 5      |
| Votos Inválidos         | Votos Inválidos             | 244   | 3,41 / 100,00   |            |
| Total                   | Total                       | 7 141 | 100,00 / 100,00 | 5 / 5      |
| Eleitorado/Participação | Eleitorado/Participação     | 9 945 | 71,80 / 100,00  |            |

### Almeirim
| Partido                 | Partido                     | Votos  | %               | Vereadores |
| ----------------------- | --------------------------- | ------ | --------------- | ---------- |
|                         | Partido Socialista          | 4 598  | 44,25 / 100,00  | 4 / 7      |
|                         | Frente Eleitoral Povo Unido | 3 038  | 29,23 / 100,00  | 2 / 7      |
|                         | Partido Social Democrata    | 1 566  | 15,07 / 100,00  | 1 / 7      |
|                         | Centro Democrático Social   | 800    | 7,70 / 100,00   | 0 / 7      |
| Votos Inválidos         | Votos Inválidos             | 390    | 3,75 / 100,00   |            |
| Total                   | Total                       | 10 392 | 100,00 / 100,00 | 7 / 7      |
| Eleitorado/Participação | Eleitorado/Participação     | 14 607 | 71,14 / 100,00  |            |

### Alpiarça
| Partido                 | Partido                                 | Votos | %               | Vereadores |
| ----------------------- | --------------------------------------- | ----- | --------------- | ---------- |
|                         | Frente Eleitoral Povo Unido             | 2 727 | 58,81 / 100,00  | 4 / 5      |
|                         | Partido Socialista                      | 1 281 | 27,63 / 100,00  | 1 / 5      |
|                         | Grupos Dinamizadores de Unidade Popular | 415   | 8,95 / 100,00   | 0 / 5      |
| Votos Inválidos         | Votos Inválidos                         | 214   | 4,61 / 100,00   |            |
| Total                   | Total                                   | 4 637 | 100,00 / 100,00 | 5 / 5      |
| Eleitorado/Participação | Eleitorado/Participação                 | 6 238 | 74,33 / 100,00  |            |

### Benavente
| Partido                 | Partido                                 | Votos  | %               | Vereadores |
| ----------------------- | --------------------------------------- | ------ | --------------- | ---------- |
|                         | Partido Socialista                      | 2 965  | 40,76 / 100,00  | 4 / 7      |
|                         | Frente Eleitoral Povo Unido             | 2 930  | 40,28 / 100,00  | 3 / 7      |
|                         | Partido Social Democrata                | 640    | 8,80 / 100,00   | 0 / 7      |
|                         | Centro Democrático Social               | 232    | 3,19 / 100,00   | 0 / 7      |
|                         | Grupos Dinamizadores de Unidade Popular | 208    | 2,86 / 100,00   | 0 / 7      |
| Votos Inválidos         | Votos Inválidos                         | 299    | 4,11 / 100,00   |            |
| Total                   | Total                                   | 7 274  | 100,00 / 100,00 | 7 / 7      |
| Eleitorado/Participação | Eleitorado/Participação                 | 10 682 | 68,10 / 100,00  |            |

### Cartaxo
| Partido                 | Partido                     | Votos  | %               | Vereadores |
| ----------------------- | --------------------------- | ------ | --------------- | ---------- |
|                         | Partido Socialista          | 5 046  | 49,98 / 100,00  | 4 / 7      |
|                         | Frente Eleitoral Povo Unido | 2 338  | 23,16 / 100,00  | 2 / 7      |
|                         | Partido Social Democrata    | 1 172  | 11,61 / 100,00  | 1 / 7      |
|                         | Centro Democrático Social   | 850    | 8,42 / 100,00   | 0 / 7      |
|                         | MRPP                        | 189    | 1,87 / 100,00   | 0 / 7      |
| Votos Inválidos         | Votos Inválidos             | 501    | 4,96 / 100,00   |            |
| Total                   | Total                       | 10 096 | 100,00 / 100,00 | 7 / 7      |
| Eleitorado/Participação | Eleitorado/Participação     | 15 426 | 65,45 / 100,00  |            |

### Chamusca
| Partido                 | Partido                                 | Votos  | %               | Vereadores |
| ----------------------- | --------------------------------------- | ------ | --------------- | ---------- |
|                         | Partido Socialista                      | 2 947  | 46,50 / 100,00  | 4 / 7      |
|                         | Frente Eleitoral Povo Unido             | 1 631  | 25,74 / 100,00  | 2 / 7      |
|                         | Centro Democrático Social               | 672    | 10,60 / 100,00  | 1 / 7      |
|                         | Partido Social Democrata                | 588    | 9,28 / 100,00   | 0 / 7      |
|                         | Grupos Dinamizadores de Unidade Popular | 135    | 2,13 / 100,00   | 0 / 7      |
| Votos Inválidos         | Votos Inválidos                         | 364    | 5,74 / 100,00   |            |
| Total                   | Total                                   | 6 337  | 100,00 / 100,00 | 7 / 7      |
| Eleitorado/Participação | Eleitorado/Participação                 | 10 081 | 62,86 / 100,00  |            |

### Constância
| Partido                 | Partido                     | Votos | %               | Vereadores |
| ----------------------- | --------------------------- | ----- | --------------- | ---------- |
|                         | Partido Socialista          | 1 101 | 61,03 / 100,00  | 4 / 5      |
|                         | Partido Social Democrata    | 278   | 15,41 / 100,00  | 1 / 5      |
|                         | Frente Eleitoral Povo Unido | 257   | 14,25 / 100,00  | 0 / 5      |
| Votos Inválidos         | Votos Inválidos             | 168   | 9,32 / 100,00   |            |
| Total                   | Total                       | 1 804 | 100,00 / 100,00 | 5 / 5      |
| Eleitorado/Participação | Eleitorado/Participação     | 4 903 | 36,79 / 100,00  |            |

### Coruche
| Partido                 | Partido                     | Votos  | %               | Vereadores |
| ----------------------- | --------------------------- | ------ | --------------- | ---------- |
|                         | Frente Eleitoral Povo Unido | 6 563  | 49,63 / 100,00  | 4 / 7      |
|                         | Partido Socialista          | 3 649  | 27,59 / 100,00  | 2 / 7      |
|                         | Partido Social Democrata    | 1 788  | 13,52 / 100,00  | 1 / 7      |
|                         | Centro Democrático Social   | 807    | 6,10 / 100,00   | 0 / 7      |
| Votos Inválidos         | Votos Inválidos             | 418    | 3,16 / 100,00   |            |
| Total                   | Total                       | 13 225 | 100,00 / 100,00 | 7 / 7      |
| Eleitorado/Participação | Eleitorado/Participação     | 19 328 | 68,42 / 100,00  |            |

### Entroncamento
| Partido                 | Partido                                 | Votos | %               | Vereadores |
| ----------------------- | --------------------------------------- | ----- | --------------- | ---------- |
|                         | Partido Socialista                      | 2 456 | 47,56 / 100,00  | 3 / 5      |
|                         | Frente Eleitoral Povo Unido             | 971   | 18,80 / 100,00  | 1 / 5      |
|                         | Partido Social Democrata                | 828   | 16,03 / 100,00  | 1 / 5      |
|                         | Centro Democrático Social               | 334   | 6,47 / 100,00   | 0 / 5      |
|                         | Grupos Dinamizadores de Unidade Popular | 291   | 5,64 / 100,00   | 0 / 5      |
|                         | MRPP                                    | 51    | 0,99 / 100,00   | 0 / 5      |
| Votos Inválidos         | Votos Inválidos                         | 233   | 4,51 / 100,00   |            |
| Total                   | Total                                   | 5 164 | 100,00 / 100,00 | 5 / 5      |
| Eleitorado/Participação | Eleitorado/Participação                 | 8 071 | 63,98 / 100,00  |            |

### Ferreira do Zêzere
| Partido                 | Partido                     | Votos | %               | Vereadores |
| ----------------------- | --------------------------- | ----- | --------------- | ---------- |
|                         | Partido Social Democrata    | 1 731 | 37,04 / 100,00  | 2 / 5      |
|                         | Centro Democrático Social   | 1 315 | 28,14 / 100,00  | 2 / 5      |
|                         | Partido Socialista          | 1 168 | 24,99 / 100,00  | 1 / 5      |
|                         | Frente Eleitoral Povo Unido | 132   | 2,82 / 100,00   | 0 / 5      |
| Votos Inválidos         | Votos Inválidos             | 327   | 6,99 / 100,00   |            |
| Total                   | Total                       | 4 673 | 100,00 / 100,00 | 5 / 5      |
| Eleitorado/Participação | Eleitorado/Participação     | 8 847 | 52,82 / 100,00  |            |

### Golegã
| Partido                 | Partido                     | Votos | %               | Vereadores |
| ----------------------- | --------------------------- | ----- | --------------- | ---------- |
|                         | Partido Socialista          | 1 605 | 52,35 / 100,00  | 3 / 5      |
|                         | Frente Eleitoral Povo Unido | 1 161 | 37,87 / 100,00  | 2 / 5      |
|                         | MRPP                        | 119   | 3,88 / 100,00   | 0 / 5      |
| Votos Inválidos         | Votos Inválidos             | 181   | 5,90 / 100,00   |            |
| Total                   | Total                       | 3 066 | 100,00 / 100,00 | 5 / 5      |
| Eleitorado/Participação | Eleitorado/Participação     | 4 176 | 73,42 / 100,00  |            |

### Mação
| Partido                 | Partido                     | Votos  | %               | Vereadores |
| ----------------------- | --------------------------- | ------ | --------------- | ---------- |
|                         | Partido Social Democrata    | 3 308  | 52,11 / 100,00  | 4 / 7      |
|                         | Partido Socialista          | 2 402  | 37,84 / 100,00  | 3 / 7      |
|                         | Frente Eleitoral Povo Unido | 260    | 4,10 / 100,00   | 0 / 7      |
| Votos Inválidos         | Votos Inválidos             | 378    | 5,96 / 100,00   |            |
| Total                   | Total                       | 6 348  | 100,00 / 100,00 | 7 / 7      |
| Eleitorado/Participação | Eleitorado/Participação     | 10 204 | 62,21 / 100,00  |            |

### Ourém
| Partido                 | Partido                     | Votos  | %               | Vereadores |
| ----------------------- | --------------------------- | ------ | --------------- | ---------- |
|                         | Centro Democrático Social   | 7 149  | 44,35 / 100,00  | 4 / 7      |
|                         | Partido Social Democrata    | 5 115  | 31,73 / 100,00  | 2 / 7      |
|                         | Partido Socialista          | 2 658  | 16,49 / 100,00  | 1 / 7      |
|                         | Frente Eleitoral Povo Unido | 448    | 2,78 / 100,00   | 0 / 7      |
| Votos Inválidos         | Votos Inválidos             | 749    | 4,65 / 100,00   |            |
| Total                   | Total                       | 16 119 | 100,00 / 100,00 | 7 / 7      |
| Eleitorado/Participação | Eleitorado/Participação     | 27 035 | 59,62 / 100,00  |            |

### Rio Maior
| Partido                 | Partido                   | Votos  | %               | Vereadores |
| ----------------------- | ------------------------- | ------ | --------------- | ---------- |
|                         | Partido Social Democrata  | 3 893  | 45,31 / 100,00  | 4 / 7      |
|                         | Partido Socialista        | 2 902  | 33,78 / 100,00  | 2 / 7      |
|                         | Centro Democrático Social | 1 376  | 16,01 / 100,00  | 1 / 7      |
| Votos Inválidos         | Votos Inválidos           | 421    | 4,90 / 100,00   |            |
| Total                   | Total                     | 8 592  | 100,00 / 100,00 | 7 / 7      |
| Eleitorado/Participação | Eleitorado/Participação   | 14 003 | 61,36 / 100,00  |            |

### Salvaterra de Magos
| Partido                 | Partido                          | Votos  | %               | Vereadores |
| ----------------------- | -------------------------------- | ------ | --------------- | ---------- |
|                         | Partido Socialista               | 3 292  | 48,14 / 100,00  | 4 / 7      |
|                         | Frente Eleitoral Povo Unido      | 2 099  | 30,69 / 100,00  | 2 / 7      |
|                         | Partido Social Democrata         | 1 019  | 14,90 / 100,00  | 1 / 7      |
|                         | Liga Comunista Internacionalista | 83     | 1,21 / 100,00   | 0 / 7      |
| Votos Inválidos         | Votos Inválidos                  | 346    | 5,06 / 100,00   |            |
| Total                   | Total                            | 6 839  | 100,00 / 100,00 | 7 / 7      |
| Eleitorado/Participação | Eleitorado/Participação          | 12 361 | 55,53 / 100,00  |            |

### Santarém
| Partido                 | Partido                                            | Votos  | %               | Vereadores |
| ----------------------- | -------------------------------------------------- | ------ | --------------- | ---------- |
|                         | Partido Socialista                                 | 12 188 | 40,84 / 100,00  | 4 / 7      |
|                         | Partido Social Democrata                           | 6 764  | 22,67 / 100,00  | 2 / 7      |
|                         | Frente Eleitoral Povo Unido                        | 5 203  | 17,43 / 100,00  | 1 / 7      |
|                         | Centro Democrático Social                          | 2 673  | 8,96 / 100,00   | 0 / 7      |
|                         | Partido Comunista de Portugal (marxista-leninista) | 633    | 2,12 / 100,00   | 0 / 7      |
|                         | Grupos Dinamizadores de Unidade Popular            | 577    | 1,93 / 100,00   | 0 / 7      |
|                         | MRPP                                               | 248    | 0,83 / 100,00   | 0 / 7      |
| Votos Inválidos         | Votos Inválidos                                    | 1 557  | 5,22 / 100,00   |            |
| Total                   | Total                                              | 29 843 | 100,00 / 100,00 | 7 / 7      |
| Eleitorado/Participação | Eleitorado/Participação                            | 47 014 | 63,48 / 100,00  |            |

### Sardoal
| Partido                 | Partido                   | Votos | %               | Vereadores |
| ----------------------- | ------------------------- | ----- | --------------- | ---------- |
|                         | Partido Socialista        | 1 116 | 48,54 / 100,00  | 3 / 5      |
|                         | Centro Democrático Social | 896   | 38,97 / 100,00  | 2 / 5      |
| Votos Inválidos         | Votos Inválidos           | 287   | 12,48 / 100,00  |            |
| Total                   | Total                     | 2 299 | 100,00 / 100,00 | 5 / 5      |
| Eleitorado/Participação | Eleitorado/Participação   | 3 713 | 61,92 / 100,00  |            |

### Tomar
| Partido                 | Partido                                 | Votos  | %               | Vereadores |
| ----------------------- | --------------------------------------- | ------ | --------------- | ---------- |
|                         | Partido Socialista                      | 7 777  | 41,14 / 100,00  | 4 / 7      |
|                         | Partido Social Democrata                | 4 335  | 22,93 / 100,00  | 2 / 7      |
|                         | Centro Democrático Social               | 3 171  | 16,78 / 100,00  | 1 / 7      |
|                         | Frente Eleitoral Povo Unido             | 1 409  | 7,45 / 100,00   | 0 / 7      |
|                         | Grupos Dinamizadores de Unidade Popular | 758    | 4,01 / 100,00   | 0 / 7      |
|                         | MRPP                                    | 183    | 0,97 / 100,00   | 0 / 7      |
| Votos Inválidos         | Votos Inválidos                         | 1 269  | 6,72 / 100,00   |            |
| Total                   | Total                                   | 18 902 | 100,00 / 100,00 | 7 / 7      |
| Eleitorado/Participação | Eleitorado/Participação                 | 32 438 | 58,27 / 100,00  |            |

### Torres Novas
| Partido                 | Partido                                 | Votos  | %               | Vereadores |
| ----------------------- | --------------------------------------- | ------ | --------------- | ---------- |
|                         | Partido Socialista                      | 6 148  | 37,53 / 100,00  | 3 / 7      |
|                         | Partido Social Democrata                | 4 694  | 28,66 / 100,00  | 2 / 7      |
|                         | Frente Eleitoral Povo Unido             | 3 781  | 23,08 / 100,00  | 2 / 7      |
|                         | MRPP                                    | 459    | 2,80 / 100,00   | 0 / 7      |
|                         | Grupos Dinamizadores de Unidade Popular | 417    | 2,55 / 100,00   | 0 / 7      |
| Votos Inválidos         | Votos Inválidos                         | 882    | 5,38 / 100,00   |            |
| Total                   | Total                                   | 16 381 | 100,00 / 100,00 | 7 / 7      |
| Eleitorado/Participação | Eleitorado/Participação                 | 26 837 | 61,04 / 100,00  |            |

### Vila Nova da Barquinha
| Partido                 | Partido                                 | Votos | %               | Vereadores |
| ----------------------- | --------------------------------------- | ----- | --------------- | ---------- |
|                         | Partido Socialista                      | 2 486 | 70,48 / 100,00  | 5 / 5      |
|                         | Frente Eleitoral Povo Unido             | 440   | 12,48 / 100,00  | 0 / 5      |
|                         | Grupos Dinamizadores de Unidade Popular | 309   | 8,76 / 100,00   | 0 / 5      |
| Votos Inválidos         | Votos Inválidos                         | 292   | 8,28 / 100,00   |            |
| Total                   | Total                                   | 3 527 | 100,00 / 100,00 | 5 / 5      |
| Eleitorado/Participação | Eleitorado/Participação                 | 8 527 | 41,36 / 100,00  |            |